# NGC 3189
NGC 3189 é uma nuvem estelar, parte da galáxia NGC 3190, na direção da constelação de Leo. O objeto foi descoberto pelo astrônomo William Parsons em 1850, usando um telescópio refletor com abertura de 72 polegadas. 